# Cancoillotte
Cancoillotte o Cancoyotte es un queso suave y fresco francés, producido principalmente en el Franco-Condado (departamento de Doubs) pero también en Lorena y Luxemburgo, donde también se le llama Kachkéis (queso de cocinar), a partir de leche de vaca desnatada. Está sazonado con finas hierbas y resulta más una salsa que un queso. Es un queso típico de la gastronomía del Franco Condado.

## Presentación
Normalmente, este queso se vende con 200 gramos de peso. El nombre está documentado desde el siglo XIX, a partir de "coille", que deriva del verbo del Franco Condado cailler, y quiere decir la leche que queda después de la extracción de la nata, lo que da como resultado un queso bajo en grasa.  El queso suele servirse derretido sobre una pequeña llama, con un poco de agua o leche antes de añadirle sal o mantequilla.  A veces se añade a la mezcla ajo. Un "buen" cancoillotte se funde con mucha mantequilla. Cancoillotte se vende pre-fundido en los supermercados franceses, especialmente en la Francia oriental.
En Luxemburgo, Kachkéis se come normalmente sobre un sándwich abierto sobre el que se ha untado mostaza.